# Brian Molko
Brian Molko (ur. 10 grudnia 1972 w Brukseli) – belgijsko-brytyjski wokalista, gitarzysta, basista i autor tekstów zespołu Placebo.

## Życiorys
Ojciec Briana był bankierem, dlatego rodzina była zmuszona do częstych przeprowadzek (między innymi do Libanu i Liberii), by w końcu osiedlić się w Luksemburgu. Tam Brian zaczął uczęszczać do międzynarodowej szkoły, gdzie uczył się także Stefan Olsdal.
Brian zaczął interesować się teatrem (grał w szkolnej sekcji), co w przyszłości zaowocowało studiami aktorskimi w Goldsmith College w Londynie, podjętymi wbrew woli rodziców, zwłaszcza ojca, który oczekiwał, że syn pójdzie w jego ślady. Sam Brian także doszedł do wniosku, że aktorstwo go nie interesuje i zajął się muzyką. Okazjonalnie grywał w różnych klubach.
Przypadkiem, na stacji metra South Kensington, wpadł na Stefana Olsdala i zaprosił go na jeden ze swoich występów (notabene grał wtedy ze Stevenem Hewittem). Stefan postanowił współpracować z Brianem i tak powstała formacja Ashtray Heart (z ang. – Popielniczkowe Serce). Wkrótce dołączył do nich Steven i tak narodziło się Placebo – w tym składzie zaczęli nagrywać demówki, ale Steve, związany z innym zespołem, musiał odejść. Zastąpił go Robert Schultzberg i pierwsza płyta zatytułowana po prostu Placebo powstała z jego udziałem. Jednak różnica charakterów i coraz liczniejsze spięcia na linii Brian – Robert doprowadziły do tego, że perkusista odszedł z zespołu.
Kiedy okazało się, że do chwilowego duetu może powrócić Steven Hewitt ustabilizował się ostateczny skład Placebo, który przetrwał do 2007 r. (w tej chwili Placebo posiada nowego perkusistę – Steve'a Forresta.) Molko, postrzegany początkowo jako nieprzystosowany, biseksualny i androgyniczny przebieraniec, został doceniony jako uzdolniony muzyk i autor tekstów.
Brian był także producentem krótkometrażówki Sue's Last Ride (2001), aktorem (wraz z zespołem pojawił się w filmie Velvet Goldmine, gdzie grał Malcolma, wokalistę glamrockowej grupy The Flaming Creatures), i DJ-em. Założył także fundację charytatywną.
Obecnie mieszka w Londynie, gdzie wychowuje swojego syna, Cody'ego, którego urodziła Helena Berg, fotografka, autorka zdjęć na single z albumu Sleeping with Ghosts.

## Dyskografia
- Trash Palace - Positions (2002)[2]
- Alpinestars - White Noise (2002)[3]
- Alpinestars Featuring Brian Molko - Carbon Kid (2002)[4]
- Jane Birkin - Rendez-Vous (2004)[5]
- Indochine - Alice & June (2005)[6]
- Timo Maas - Pictures (2005)[7]
- Losers - Beautiful Losers (2010)[8]
- Losers Feat. Brian Molko - Summertime Rolls (2011)[9]
- The Separate - Orchestral Variations (2012)[10]